# Udrigle House

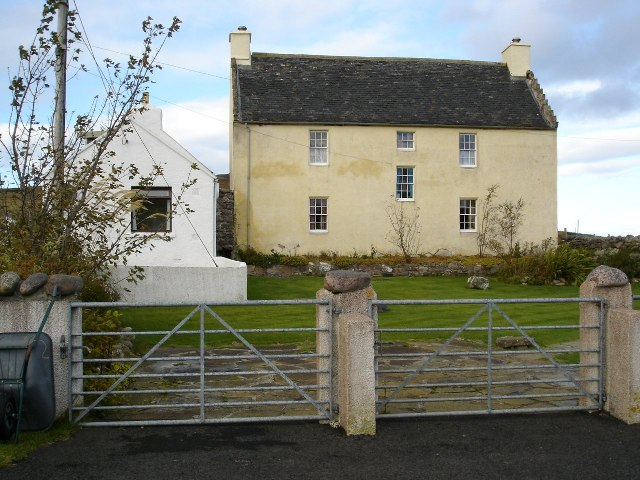
Südfassade von Udrigle House

Udrigle House ist ein Wohngebäude in der schottischen Ortschaft Achgarve in der Council Area Highland. 1971 wurde das Bauwerk in die schottischen Denkmallisten in der höchsten Denkmalkategorie A aufgenommen.

## Geschichte
Das Gebäude wurde 1745 von Mitgliedern des Clans MacKenzie errichtet. Dies bestätigt die herzgefasste Inschrift „17 WMK I MK 45“ auf dem Kamin. Eine weitere Inschrift auf dem Türsturz lautet „17 WMK L MK 56“ und spiegelt einen weiteren Bauabschnitt 1756 wider. Die Holzarbeiten und Türen weisen stilistische Parallelen zu jenen an Flowerdale House auf, das ebenfalls den MacKenzies gehörte. Im Innenraum sind noch die originalen Treppen mit Holzbalustern erhalten.

## Beschreibung
Udrigle House steht am Ostrand der Streusiedlung Achgarve an der Westküste der Gruinard Bay. Sein Mauerwerk besteht aus Feldstein mit einem massiven Fundament aus größeren Blöcken. Die Fassaden sind mit Harl verputzt. Die nordexponierte Hauptfassade des zweigeschossigen Gebäudes ist drei Achsen weit. Die zentrale Eingangstüre ist durch einen Vorbau mit Satteldach und Staffelgiebel aus dem Jahre 1756 verdeckt. Auf den äußeren Achsen der rückwärtigen Fassade sind auf beiden Geschossen längliche Sprossenfenster eingelassen. Auf der Zentralachse ist das Fenster höher eingelassen, um das Treppenpodest zu beleuchten. Das obere Fenster ist kleiner ausgeführt. In den seitlichen Giebel sind kleine Fenster eingelassen. Das abschließende Satteldach ist schiefergedeckt und mit Staffelgiebeln ausgeführt. Die Kamine mit Gesimsen sind giebelständig.